# Mej och dej
Mej och dej är en dansk-svensk film från 1969 i regi av Astrid Henning-Jensen. I rollerna ses bland andra Lone Hertz, Sven-Bertil Taube och Axel Strøbye.

## Om filmen
Mej och dej spelades in mellan den 10 september och 4 november 1968 i Danvikstull, Slussen, Kungsträdgårdsgatan, Nybrokajen, Berzelii park, Gamla stan, Sergelgatan, Sergels torg, Hötorget, Östermalmstorg, Bromma flygplats, Råsunda fotbollsstadion (alla belägna i Stockholm) samt i Köpenhamn. Manuset skrevs av David Richardson och Henning-Jensen och producenter var Lennart Berns och Henrik Sandberg. Fotograf under inspelningen var Tony Forsberg och filmen klipptes sedan samman av Ingemar Ejve. Originalmusik komponerades till filmen av Georg Riedel, övrig musik av Johannes Brahms och Sven-Bertil Taube. Filmen premiärvisades den 17 februari 1969 på biografen Imperial i Köpenhamn, svensk premiär den 31 mars på biograferna Sergel och Victoria i Stockholm. Den var 90 minuter lång, i färg och barntillåten.

## Handling
Mai beslutar sig för att ta ut skilsmässa från Jan.

## Rollista
- Lone Hertz – Mai, modedesigner
- Sven-Bertil Taube	– Jan Asker, skådespelare
- Axel Strøbye – Henning Hansen, jurist
- Vigga Bro	– Dorrit Hansen, Hennings fru
- Eda Michelson – Lis, svensk flygvärdinna
- Lars Lunøe – Ralf, dansk boutiqueinnehavare
- Åke Fridell – svensk tullare
- Håkan Serner – svensk polis
- Björn Gustafson – Björn, skådespelare
- Jan Halldoff – filmregissören
- Hans Dahlin – teaterregissören
- Mille Schmidt – filmproducenten
- Signe Stade – skådespelare

Ej krediterade
- Anette Arvidsson – filmskådespelare
- Birgitta Molin – flicka med bil
- Hans Christian Ægidius – dansk tullare på flygplatsen
- Ingolf David – danska hotellportier
- Vincent Jonasson – svensk polis
- Olle Leth	– svensk polis
- Kent-Arne Dahlgren – skådespelare
- Hildur Lindberg – dam med blomsterkorg
- Carin Lundquist – nyfiken kvinna
- Julie Bernby – nyfiken kvinna
- Eva Högberg – Eva, filmsminkös
- Marianne Wallin – scriptan
- Steen Rønne	fotografen

### Fotnoter
1. 1 2 3  ”Mej och dej”. Svensk Filmdatabas. http://sfi.se/sv/svensk-filmdatabas/Item/?itemid=4819&type=MOVIE&iv=Basic&ref=/templates/SwedishFilmSearchResult.aspx?id%3d1225%26epslanguage%3dsv%26searchword%3dmej+och+dej%26type%3dMovieTitle%26match%3dBegin%26page%3d1%26prom%3dFalse. Läst 6 april 2013.